# Номадик
Номадик (англ. Nomadic) — пароход британской судоходной компании Уайт Стар Лайн, спущенный на воду 25 апреля 1911 года в Белфасте. Он был предназначен для доставки пассажиров к гигантским лайнерам «Олимпик» и «Титаник»; последнее судно «Уайт Стар Лайн», сохранившееся на плаву.

## История

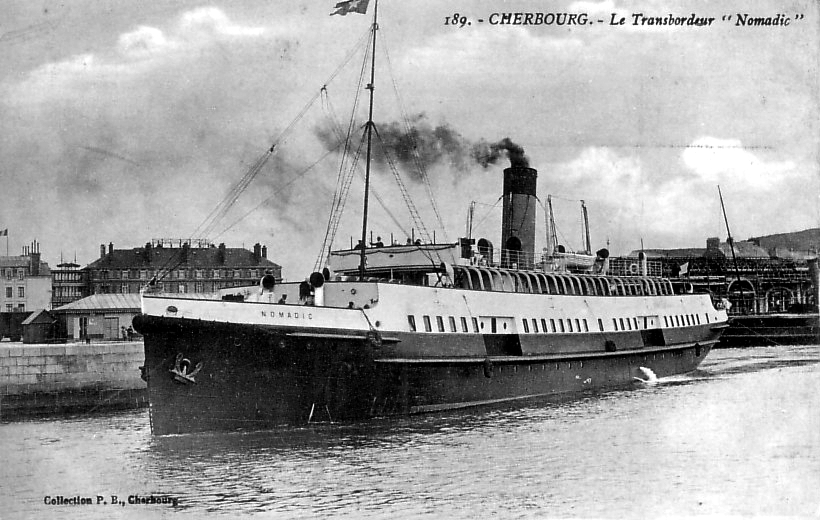
Номадик в 1911 году

Киль «Номадика» был заложен на верфи Харланд и Вольф в Белфасте в 1910 году. Судно спустили на воду 25 апреля 1911 года. Судно было 67 метров в длину и 11,3 метра в ширину, с тоннажем брутто в 1,273 тонны. Судно приводилось в движение двумя паровыми машинами, вращающими два винта. «Номадик» развивал скорость в 12 узлов.
«Номадик» и его брат «Трафик» использовались в Шербуре, Франция, для доставки пассажиров к лайнерам «Олимпик» и «Титаник», так как последние не могли пришвартоваться к причалам в виду больших размеров. «Номадик» был отделан более роскошно и поэтому перевозил пассажиров первого и второго классов, а «Трафик», соответственно — третьего.
Во время Первой мировой войны «Номадик» перевозил американских солдат в Брест.

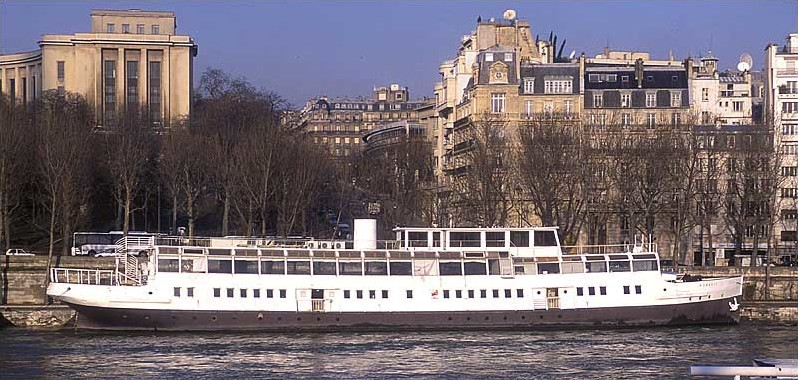
«Номадик» в Париже

В 1927 году «Номадик» был продан Compagnie Cherbourgeoise de Transbordement и затем продан снова Société Cherbourgeoise de Remorquage et de Sauvetage в 1934 году. Тогда под названием «Ingenieur Minard», он снова служил транспортным судном во время Второй мировой войны.
После войны «Номадик» продолжил обслуживать суда Кунард-Уайт Стар Лайн (в 1934 году Кунард Лайн и Уайт Стар Лайн слились) до ноября 1968 года. В то время он обслуживал лайнер Куин Элизабет.
В 1974 году «Номадик» был куплен частным лицом и преобразован в плавучий ресторан на Сене в Париже.

## Сохранение «Номадика»

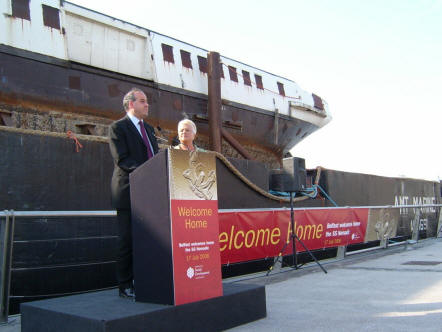
«Номадик» в Белфасте

Белфастским индустриальным наследием, некоммерческой организацией в Северной Ирландии, в сотрудничестве с энтузиастами через Обращение SaveNomadic.com., был организован общественный призыв к пожертвованиям, чтобы вернуть «Номадик» на «Харланд и Вольфф» для восстановления.
26 января 2006 «Номадик» был куплен на аукционе в Париже отделом социального развития за 171 320 £.
«Номадик» покинул Гавр и отправился в Белфаст 12 июля, и прибыл на место своего создания 18 июля 2006 года. Судно приветствовалось министром социального развития Дэвидом Хенсоном, лорд-мэром Белфаста и толпой доброжелателей. Белфастский муниципалитет оценил стоимость восстановления «Номадика» в 7 миллионов фунтов стерлингов. Белфастские гавани предоставили временную стоянку для судна, пока не будут собраны деньги для его восстановления.
В Белфасте «Номадик» был поставлен на прикол у причала Королевы и открыт для посещений.
В конце 2008 года судно было закрыто для публики и переведено в Док Барнетта для внутреннего восстановления. В январе 2009 года, компания Frazer-Nash была назначена управлять восстановлением судна.
В июле 2009 года аудиторы выразили беспокойство, что £7 миллионов может не хватить, чтобы ремонт был закончен к 100-летней годовщине спуска судна на воду.
Затем Европейский союз предоставил ещё £2,27 миллиона, чтобы реставрация судна была закончена к 2011 году.